# Pfarrkirche Piesting

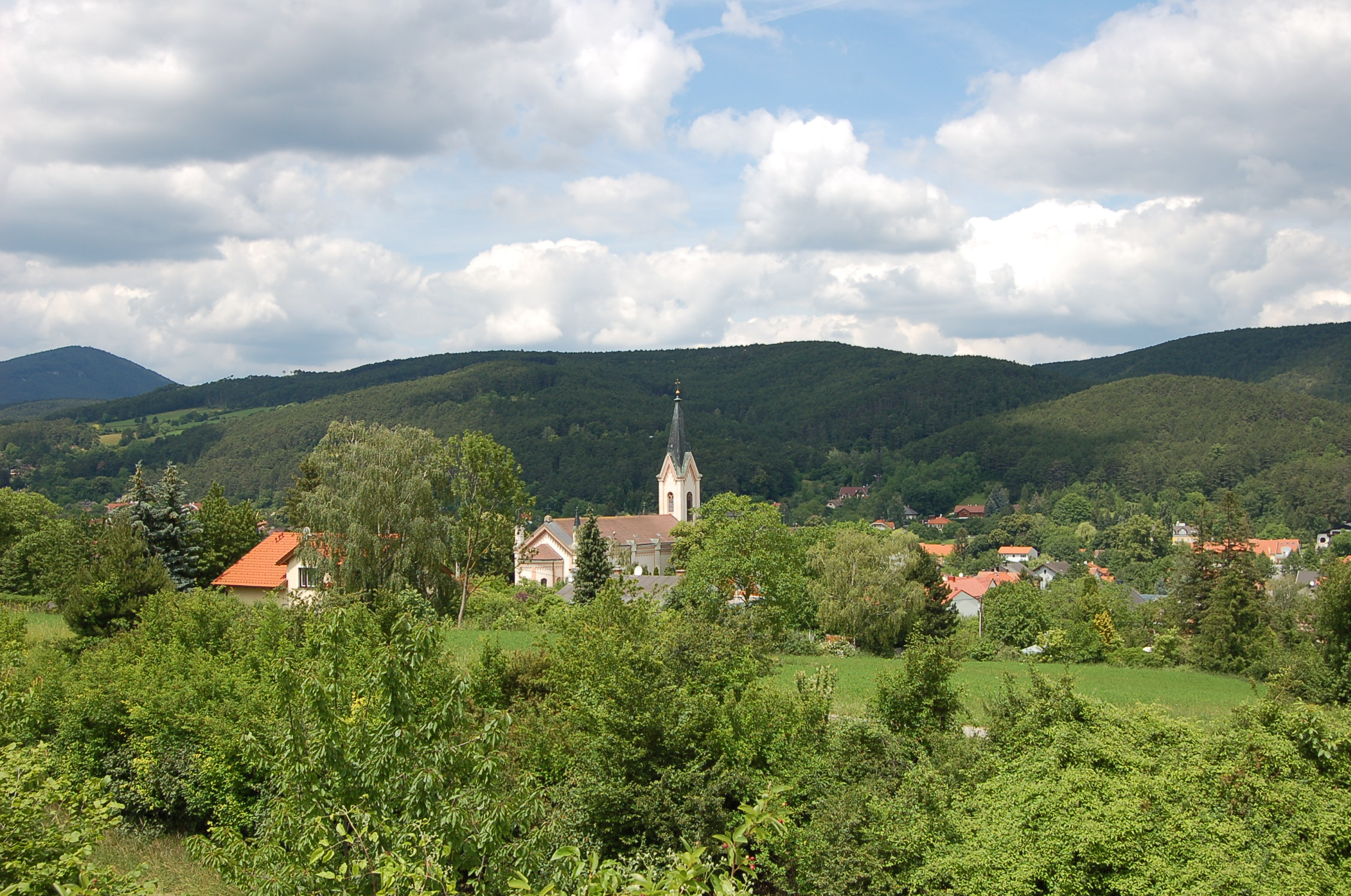
Katholische Pfarrkirche hl. Leonhard in Markt Piesting

Die Pfarrkirche Piesting steht erhöht und weithin sichtbar am östlichen Rand von Piesting in der Marktgemeinde Markt Piesting im Bezirk Wiener Neustadt-Land in Niederösterreich. Die dem Patrozinium hl. Leonhard von Limoges unterstellte römisch-katholische Pfarrkirche gehört zum Dekanat Piesting im Vikariat Unter dem Wienerwald der Erzdiözese Wien. Die Kirche steht unter Denkmalschutz (Listeneintrag).

## Geschichte
Die Pfarre um 1400 ging 1478 an das Chorherrenstift St. Ulrich in Wiener Neustadt und wurde im 16. Jahrhundert dem Domkapitel von Wiener Neustadt unterstellt. 1668 wurde die Pfarre mit der Pfarre Dreistetten vereinigt.
1720 wurde die baufällige Kirche abgerissen. Von 1854 bis 1859 erfolgte ein Neubau nach den Plänen des Architekten Johann Semmelrock. 1945 wurde die Kirche bei einem Brand beschädigt.

## Architektur
Der mächtige nach Süden orientierte frühhistoristische Kirchenbau hat einen Nordturm.

## Ausstattung
Die Einrichtung entstand einheitlich um die Mitte des 19. Jahrhunderts. Der Hochaltar als schlichtes übergiebeltes neogotisches Tafelretabel zeigt das Altarblatt hl. Leonhard von Leopold Till um 1860 nach einem Vorbild von Leopold Kupelwieser.
Ein Schmerzensmann schuf der Bildhauer Herbert Seiser 1975. Die Orgel mit 2 Manualen und 16 Registern und pneumatischer Traktur stammt aus 1935 von Dreher & Flamm, Salzburg.

## Grabdenkmäler
- Wandgrabmal zu Georg Weltzer von Eberstein 1562 im Hauptfeld mit Säulenrahmung und dem Reliefbild des Verstorbenen mit seiner Familie unter einem Kruzifix.